# Convolvulus holosericeus
Convolvulus holosericeus är en vindeväxtart. Convolvulus holosericeus ingår i släktet vindor, och familjen vindeväxter.

## Underarter
Arten delas in i följande underarter:
- C. h. holosericeus
- C. h. macrocalycinus